# 78124 Cicalò
(78124) Cicalò, denumire internațională (78124) Cicalo, este un asteroid din centura principală de asteroizi.

## Descriere
78124 Cicalò este un asteroid din centura principală de asteroizi. A fost descoperit pe 11 iulie 2002 la Campo Imperatore, în cadrul proiectului CINEOS. Asteroidul prezintă o orbită caracterizată de o semiaxă mare de 2,27 ua, o excentricitate de 0,09 și o înclinație de 1,8° în raport cu ecliptica.